# Raffaele Marciello

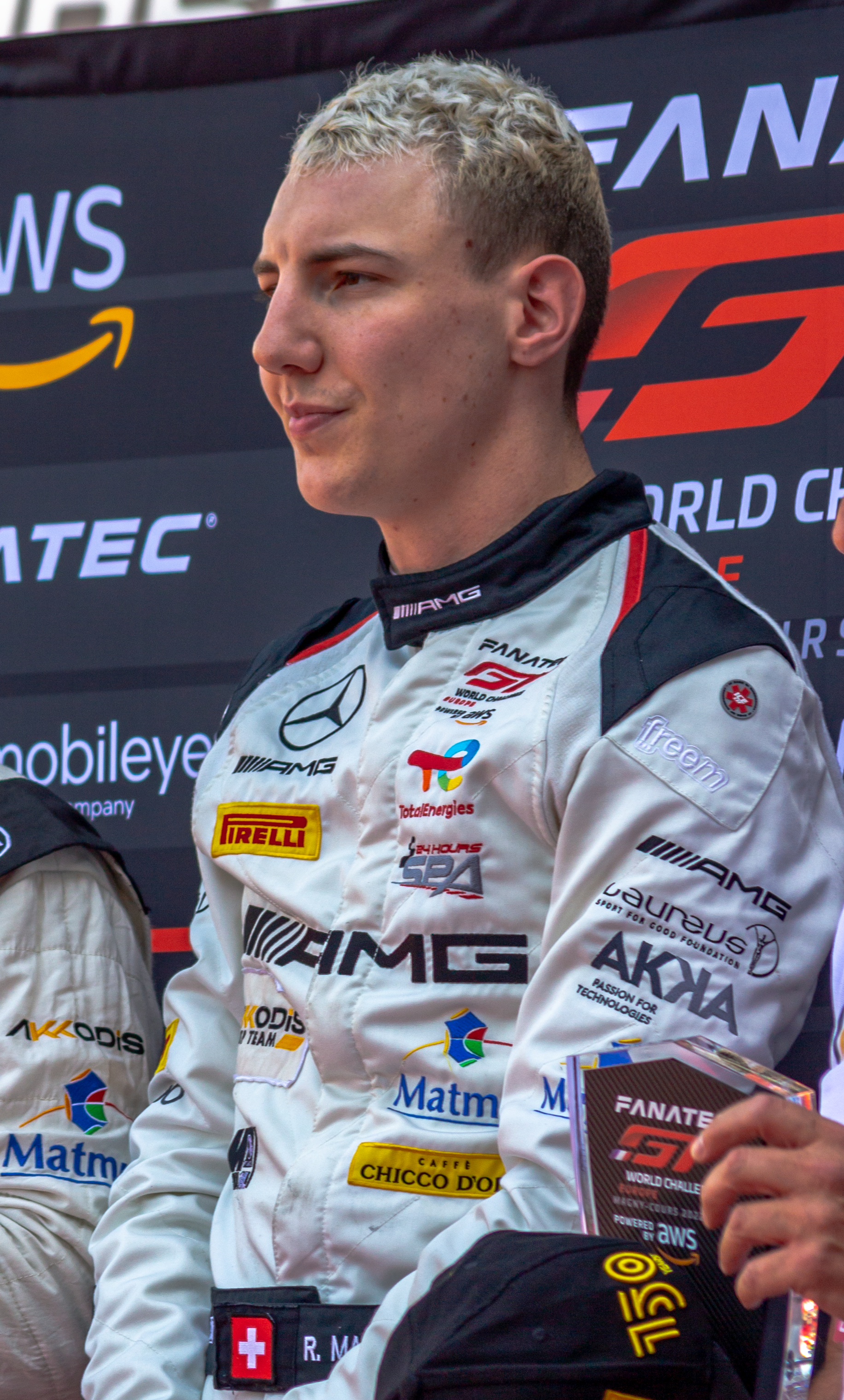
Marciello, 2022

Raffaele (Lello) Marciello (Zürich, Zwitserland, 17 december 1994) is een Italiaans autocoureur.

## Loopbaan

### Vroege carrière
Marciello maakte in 2005 zijn debuut in het karting, waarbij hij in 2010 in de KF2 terechtkwam.
In 2010 maakte Marciello zijn debuut in het formuleracing in de nieuwe Formule Abarth voor het team JD Motorsport. Hij won meteen de eerste race op Misano en nog een race op Varano en met twee andere podiumplaatsen eindigde hij als derde in het kampioenschap. Marciello en de uiteindelijke kampioen Brandon Maïsano werden na het seizoen lid van de Ferrari Driver Academy, het opleidingsprogramma van het Formule 1-team Ferrari.

### Formule 3
In 2011 ging Marciello rijden in het Italiaanse Formule 3-kampioenschap voor het Prema Powerteam. Hij won races op Misano en Adria, waarmee hij als derde in het kampioenschap eindigde, maar het rookiekampioenschap verloor van Michael Lewis.
In 2012 bleef Marciello voor Prema rijden, maar nu in de Formule 3 Euroseries. Hij behaalde zeven overwinningen en eindigde hiermee als derde in het kampioenschap achter Daniel Juncadella en Pascal Wehrlein. Enkele races van de Formule 3 Euroseries waren ook onderdeel van het Europees Formule 3-kampioenschap, waar Marciello als tweede eindigde achter Juncadella.
In 2013 bleef Marciello voor Prema in de Europese Formule 3 rijden. Hij heeft hier Alex Lynn, Lucas Auer en Eddie Cheever III als teamgenoten. Met dertien overwinningen, waaronder een perfect weekend op de Nürburgring waarin hij alle drie de races won, werd hij kampioen, hoewel Felix Rosenqvist met één raceweekend te gaan zijn achterstand terugbracht tot tien punten.

### Toyota Racing Series
In de winter van 2012 nam Marciello deel aan de Toyota Racing Series in Nieuw-Zeeland voor het team M2 Competition, waar hij als negende in het kampioenschap eindigde met een overwinning op Hampton Downs.

### GP2 / Formule 2
Op 20 januari 2014 maakte de Ferrari Driver Academy bekend dat Marciello in 2014 zijn debuut zou maken in de GP2 Series voor het team Racing Engineering. Na veel pech behaalde hij op Spa-Francorchamps zijn eerste GP2-overwinning na een duel met Stoffel Vandoorne. Mede hierdoor eindigde hij als achtste in het kampioenschap met 74 punten.
In 2015 bleef Marciello in de GP2 rijden, maar stapte hij over naar het team Trident. Hoewel hij geen races won, stond hij wel vier keer op het podium, waardoor hij zijn resultaat in het kampioenschap verbeterde naar de zevende plaats met 110 punten.
In 2016 verliet Marciello de Ferrari Driver Academy. Hij stapte binnen de GP2 over naar het team Russian Time. In totaal stond hij zes keer op het podium en eindigde achter Pierre Gasly, Antonio Giovinazzi en Sergej Sirotkin op de vierde plaats in het klassement met 159 punten.
In 2017 keerde Marciello terug in de GP2, dat inmiddels de naam had veranderd naar Formule 2, tijdens het vijfde raceweekend op de Red Bull Ring als vervanger van Sergio Canamasas bij het team Trident.

### Formule 1
In 2015 was Marciello, naast zijn verplichtingen in de GP2, de testrijder van het Formule 1-team Sauber. Tijdens de tweede race van het seizoen, de Grand Prix van Maleisië maakte hij zijn debuut in een vrije training, waarbij hij de vaste coureur Felipe Nasr verving.

#### Totale Formule 1-resultaten
| Seizoen | Inschrijving   | Chassis    | Motor            | 1   | 2      | 3   | 4   | 5      | 6   | 7   | 8   | 9      | 10  | 11  | 12  | 13  | 14  | 15  | 16     | 17  | 18  | 19  | Pos | Punten |
| ------- | -------------- | ---------- | ---------------- | --- | ------ | --- | --- | ------ | --- | --- | --- | ------ | --- | --- | --- | --- | --- | --- | ------ | --- | --- | --- | --- | ------ |
| 2015    | Sauber F1 Team | Sauber C34 | Ferrari 059/4 V6 | AUS | MAL TC | CHN | BHR | SPA TC | MON | CAN | OOS | GBR TC | HON | BEL | ITA | SIN | JPN | RUS | VST TC | MEX | BRA | ABU | -   | -      |